# 이고리 드미트리예비치 노비코프
이고리 드미트리예비치 노비코프(러시아어: И́горь Дми́триевич Но́виков; 1935년 11월 10일~)은 구 소련과 러시아의 이론 천체물리학자이자 우주론자이다.
노비코프는 1964년에 화이트홀에 대한 아이디어를 제시했다. 그는 또한 1980년대 중반에 노비코프 자기일관성 원칙을 공식화하여 시간 여행 이론에 기여했다.
노비코프는 덴마크 코펜하겐으로 이주하여 닐스 보어 연구소에서 연구하고 가르치고 있다.

## 생애
노비코프는 1965년에 천체물리학 박사 학위를, 1970년 천체물리학 러시아 과학 박사 학위를 받았다. 그는 1974년부터 1990년까지 모스크바에 있는 러시아 우주 연구소의 상대론적 천체물리학과장을 역임했다. 1991년 이전에는 모스크바에 있는 레베데프 물리학 연구소의 이론 천체물리학과장을 역임했으며 모스크바 주립대학교 에서 교수로 재직했다. 1994년 이래로 덴마크 코펜하겐 대학교의 이론 천체물리학 센터(TAC) 소장을 역임하고 있으며, 또한 1991년부터 코펜하겐 대학교 천문대에서 천체물리학 교수로도 재직하고 있다. 1998년부터 현재까지 왕립 천문 학회의 펠로우이다.
노비코프는 물리학자인 킵 손 (칼텍) 및 옥스퍼드 대학의 로저 펜로즈 교수와 함께 제1회 존 아치볼드 휠러 상(2020)을 수상했는데, 이 상은 일반 상대성 이론과 블랙홀의 물리학 발전에 기여한 공로로 수여된다. 이상은 2020년 5월 22일 로마에서 열린 공식 시상식에서 이탈리아 물리학회 회장에 의하여 수여되었다.

## 같이 보기
- 닫힌 시간과 같은 곡선
- 우주 마이크로파 배경
- 관측 우주론
- 시간 여행의 양자 역학
- 원시 블랙홀
- Superradiance
- 화이트 홀

### 일반 참조
- Kolchinsky, I. G.; Korsun, A. A.; Rodriges, M. G. (1986). 《Astronomy: Biografichesky spravochnik》 [Astronomy: Biographical Dictionary] (러시아어) 2판. Kiev: Naukova Dumka. 512쪽.
- Bisnovatyi-Kogan, G. S.; Doroshkevich, A. G.; Zelenyi, L. M.; Kardashev, N. S.; Kolachevsky, N. N.; Komberg, B. V.; Kompaneets, D. A.; Lukash, V. N.; Mesyats, G. A. (2016). “Igor Dmitrievich Novikov (on his 80th birthday)”. 《Physics-Uspekhi》 59 (1): 96–97. doi:10.3367/UFNe.0186.201601f.0105.